# Динамо (Луцьк)
«Дина́мо» — радянський футбольний клуб з Луцька (УРСР).

## Історія
Футбольна команда «Динамо» була заснована 1940 року в місті Луцьк. У 1944 році команду було відроджено. У 1946 році луцькі «динамівці» виступали в третій групі чемпіонату СРСР, де на груповій стадії посіли 5-е місце серед 8-и команд-учасниць. Потім виступали у футбольних змаганнях Української РСР. У 1956 році команду було розформовано.

## Відомі гравці
- Леонід Молчановський

## Відомі тренери
- Леонід Молчановський